# Le Fuilet
Le Fuilet és un municipi francès situat al departament de Maine i Loira i a la regió de País del Loira. L'any 2007 tenia 1.849 habitants.

## Demografia

### Població
El 2007 la població de fet de Le Fuilet era de 1.849 persones. Hi havia 718 famílies de les quals 164 eren unipersonals (76 homes vivint sols i 88 dones vivint soles), 267 parelles sense fills, 235 parelles amb fills i 52 famílies monoparentals amb fills.
La població ha evolucionat segons el següent gràfic:
Habitants censats

### Habitatges
El 2007 hi havia 804 habitatges, 726 eren l'habitatge principal de la família, 17 eren segones residències i 62 estaven desocupats. 774 eren cases i 21 eren apartaments. Dels 726 habitatges principals, 572 estaven ocupats pels seus propietaris, 150 estaven llogats i ocupats pels llogaters i 4 estaven cedits a títol gratuït; 5 tenien una cambra, 30 en tenien dues, 95 en tenien tres, 186 en tenien quatre i 410 en tenien cinc o més. 526 habitatges disposaven pel capbaix d'una plaça de pàrquing. A 287 habitatges hi havia un automòbil i a 389 n'hi havia dos o més.

### Piràmide de població
La piràmide de població per edats i sexe el 2009 era:
| Homes | Edats   | Dones |
| ----- | ------- | ----- |
| 0     | 95 o +  | 0     |
| 8     | 90 a 94 | 8     |
| 16    | 85 a 89 | 60    |
| 16    | 80 a 84 | 20    |
| 20    | 75 a 79 | 32    |
| 20    | 70 a 74 | 60    |
| 48    | 65 a 69 | 32    |
| 48    | 60 a 64 | 52    |
| 36    | 55 a 59 | 28    |
| 68    | 50 a 54 | 60    |
| 64    | 45 a 49 | 72    |
| 76    | 40 a 44 | 52    |
| 76    | 35 a 39 | 88    |
| 28    | 30 a 34 | 44    |
| 72    | 25 a 29 | 48    |
| 48    | 20 a 24 | 64    |
| 56    | 15 a 19 | 68    |
| 72    | 10 a 14 | 76    |
| 56    | 5 a 9   | 56    |
| 32    | 0 a 4   | 24    |

## Economia
El 2007 la població en edat de treballar era de 1.185 persones, 922 eren actives i 263 eren inactives. De les 922 persones actives 878 estaven ocupades (497 homes i 381 dones) i 44 estaven aturades (6 homes i 38 dones). De les 263 persones inactives 111 estaven jubilades, 85 estaven estudiant i 67 estaven classificades com a «altres inactius».

### Ingressos
El 2009 a Le Fuilet hi havia 734 unitats fiscals que integraven 1.846 persones, la mediana anual d'ingressos fiscals per persona era de 15.919,5 €.

### Activitats econòmiques
Dels 99 establiments que hi havia el 2007, 2 eren d'empreses extractives, 1 d'una empresa alimentària, 1 d'una empresa de fabricació de material elèctric, 2 d'empreses de fabricació d'elements pel transport, 18 d'empreses de fabricació d'altres productes industrials, 18 d'empreses de construcció, 12 d'empreses de comerç i reparació d'automòbils, 5 d'empreses de transport, 3 d'empreses d'hostatgeria i restauració, 1 d'una empresa d'informació i comunicació, 5 d'empreses financeres, 3 d'empreses immobiliàries, 6 d'empreses de serveis, 16 d'entitats de l'administració pública i 6 d'empreses classificades com a «altres activitats de serveis».
Dels 24 establiments de servei als particulars que hi havia el 2009, 1 era una oficina de correu, 1 funerària, 2 tallers de reparació d'automòbils i de material agrícola, 3 paletes, 3 guixaires pintors, 5 fusteries, 1 lampisteria, 2 electricistes, 3 perruqueries, 2 restaurants i 1 saló de bellesa.
Dels 6 establiments comercials que hi havia el 2009, 2 eren botiges de menys de 120 m², 1 una fleca, 1 una carnisseria, 1 una botiga de roba i 1 una botiga d'electrodomèstics.
L'any 2000 a Le Fuilet hi havia 45 explotacions agrícoles que ocupaven un total de 1.066 hectàrees.

## Equipaments sanitaris i escolars
El 2009 hi havia 1 farmàcia i 2 ambulàncies.
El 2009 hi havia 2 escoles elementals.

## Poblacions més properes
El següent diagrama mostra les poblacions més properes.